# آناتولی فدیوکین
آناتولی فدیوکین (روسی: Анатолий Викторович Федюкин؛ زادهٔ ۲۶ ژانویهٔ ۱۹۵۲) بازیکن هندبال اهل اتحاد جماهیر شوروی سوسیالیستی بود.